# Palazzo Pistorio-Cassibile
Il  palazzo Pistorio-Cassibile è stato un edificio della città di Messina, in stile classico opera di Giacomo Minutoli del 1807, che venne distrutto dal terremoto del 1908.

## Profilo e storia dell'architettura
È riconoscibile dall'inconfondibile motivo del partito centrale della facciata ornata da colonne ad unico ordine, motivo palladiano già a suo tempo così vivificato nel palazzo Madama a Torino.

## Galleria d'immagini

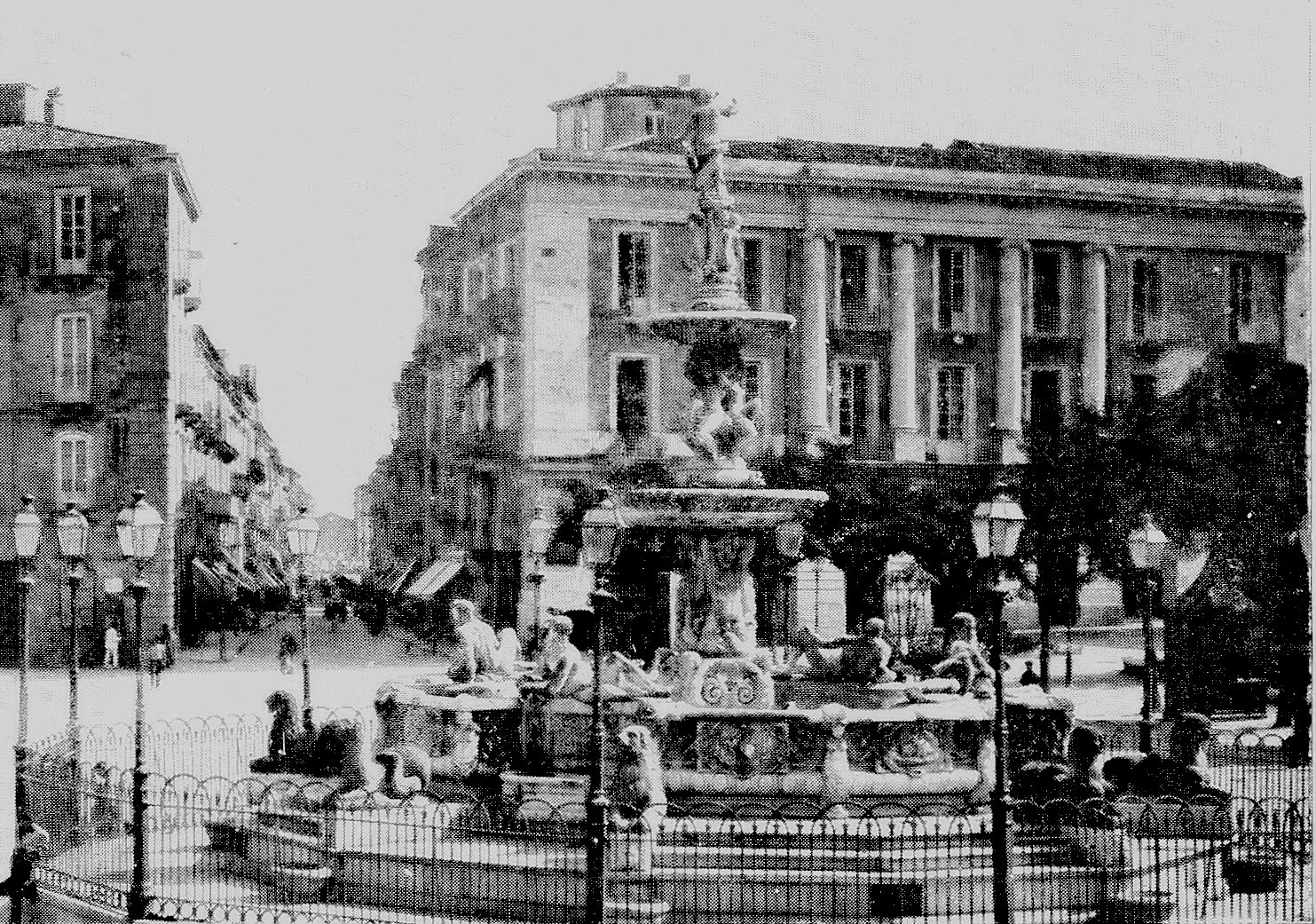
Palazzo Pistorio-Cassibile in piazza Duomo